# 毛背鱼
毛背鱼（学名：Trichonotus setiger），又稱絲鰭鱚，俗名沙鰍 ，为絲鰭鱚科絲鰭鱚屬的物種之一。

## 分布
本魚分布于西太平洋區，包括日本、印度、台灣、印尼、菲律賓、巴布亞紐幾內亞、澳洲等海域。该物种的模式产地在印度东部。

## 深度
水深3至20公尺。

## 特徵
本魚體極細長，呈圓柱狀。口大而尖，魚體呈淡黃色，體側具11至12個縱向褐色短斑。雄魚的背鰭延長呈絲狀，雌魚則否，尾鰭圓形，背鰭軟條39至41枚，體長可達22公分。

## 生態
本魚生活於熱帶海域，棲息於珊瑚礁外緣的沙地上，掘洞而居，洞穴有如沙質小火山。具領域性，白天成群於離底部約1至3公尺高處覓食或停棲，性情膽小，警戒心強，一遇危險就躲入沙洞中，不易觀察其生態行為，屬肉食性，以小型底棲無脊椎動物為食。

## 經濟利用
可做為觀賞魚或科學研究。

## 扩展阅读
- 台灣魚類資料庫 （页面存档备份，存于）